# Alfrēds Lazdiņš
Alfrēds Lazdiņš (* 20. Julijul. / 2. August 1900greg. in Riga; † 15. August 1961 in New York City) war ein lettischer Fußballspieler und -schiedsrichter.

## Karriere und Leben
Alfrēds Lazdiņš wurde im Jahr 1900 in Riga in die Familie des Kaufmanns Jānis Lazdiņš († 1921) und dessen Frau Alvīne (1863–?, geb. Migliņa) geboren. Er wurde in der Rigaer St.-Gertrud-Kirche getauft. Während des Ersten Weltkriegs war die Familie in der Region Cherson (in der heutigen Ukraine) als Flüchtling untergebracht. Ein älterer Bruder lebte Anfang der 1930er Jahre in Shanghai.
Lazdiņš arbeitete viele Jahre als Angestellter im Innenministerium, zunächst in der Verwaltungsabteilung, dann in der Passabteilung. Ende 1932 wurde Lazdiņš wegen Unterschlagung verhaftet und 1933 zu eineinhalb Jahren in einer Besserungsanstalt verurteilt. Die Presse berichtete ausführlich über Lazdiņšs Verhaftung und dem Prozess und beschuldigte den ehemaligen Sportler, „über seine Verhältnisse gelebt zu haben sowie eine Leidenschaft für Alkohol und Glücksspiel zu haben“. Ende der dreißiger Jahre arbeitete er als Buchhalter. Bis 1932 war er mindestens zweimal mit seiner Frau Anna (geb. Lipsberga, 1906–?) verheiratet. Die Familie bekam einen Sohn, Juris (1930–1943). 1938 heiratete er Raisa Paramonova (1914–?).
Nach dem Zweiten Weltkrieg lebte Lazdiņš vorübergehend in DP-Lagern. Später wanderte er in die Vereinigten Staaten aus und lebte und arbeitete als Hausmeister in der Bronx in New York City. In den USA war Lazdiņš mit Līga (geb. Šēfere, 1911–1961) verheiratet. Lazdiņš starb wenige Tage nach seinem 61. Geburtstag an einem Schlaganfall und wurde auf dem Ferncliff-Cemetery in Hartsdale begraben.

### Fußball
Alfrēds Lazdiņš verbrachte den Großteil seiner Fußballkarriere beim LSB Riga. Er spielte aber auch kurzzeitig für den SV Kaiserwald Riga, JKS Riga, und FK Amatieris. Am 19. September 1926 bestritt Lazdiņš ein Länderspiel für die Lettische Fußballnationalmannschaft gegen Estland. Aufgrund eines groben Fehlers von Lazdiņš erzielten die Esten das einzige Tor des Spiels.
Nach seinem Karriereende als Spieler konzentrierte sich Lazdiņš auf das Schiedsrichterwesen. Am 17. August 1932 leitete er in Tallinn das Länderspiel Estland gegen Finnland.